# Haeromys minahassae
Haeromys minahassae är en däggdjursart som först beskrevs av Thomas 1896.  Haeromys minahassae ingår i släktet Haeromys och familjen råttdjur. IUCN kategoriserar arten globalt som sårbar. Inga underarter finns listade i Catalogue of Life.
Denna gnagare är känd från tre mindre områden på norra Sulawesi. Kanske sträcker sig utbredningsområdet över hela norra halvön. I bergstrakter når arten 1000 meter över havet. Habitatet utgörs av olika slags skogar. Individerna äter främst frukter.